# Chachami
Cette page contient des caractères spéciaux ou non latins. S’ils s’affichent mal (▯, ?, etc.), consultez la page d’aide Unicode.
Chachami (ちゃちゃみ) est un prénom japonais féminin. Il semble être rare.

## En kanji
Ce prénom s’écrit entre autres sous les formes suivantes :
- 茶紅 : thé et cramoisis ;
- 茶々実 : thé (symbole de répétition d’un kanji) et fruit ;
- 茶々美 : thé (symbole de répétition d’un kanji) et beauté.